# John Mattsson
John Edvin Mattsson, född 13 februari 1895 i Börstils församling, Stockholms län, död 4 maj 1978 i Börstils församling, Uppsala län, var en svensk folkmusiker och violinist.  

## Biografi
John Mattsson föddes 1895 i Gammelbyn, Börstils socken. Han var son till dragspelaren Johan Mattsson, som kom att lära Mattsson några melodier från farfadern nyckelharpisten Matts Persson (död 1920) i Börstils socken.  Mattsson började spela fiol vid 12 års ålder och spelade ofta tillsammans med Emil Adolf Sjulander. Han kom att arbeta som urmakare i Östhammar.

## Kompositioner

### Upptecknade låtar
- Vals "Vadbacka Jontes vals" i G-dur, efter Johan Mattsson.[3]
- Vals i G-dur, efter Matts Persson.[3]
- Polska i G-dur, efter Matts Persson.[3]
- Polska "Gunbyleschalen" i C-dur, efter Johan Mattsson.[3]